# たて座UY星
座標:  18h 27m 36.53s, −12° 27′ 58.9″
たて座UY星（UY Scuti、たてざUYせい）はたて座にある赤色超巨星でSRC型の脈動変光星。太陽系から約5,100光年の距離にあるとされる。
2010年代には、太陽系から約9,500光年の距離にあると考えられ、太陽の約1,700倍の半径を持つ「既知の恒星の中で最も大きな星」と見なされていた。しかしその後の観測によって距離が大きく修正されており、半径もより小さいものとされている。

## 特徴

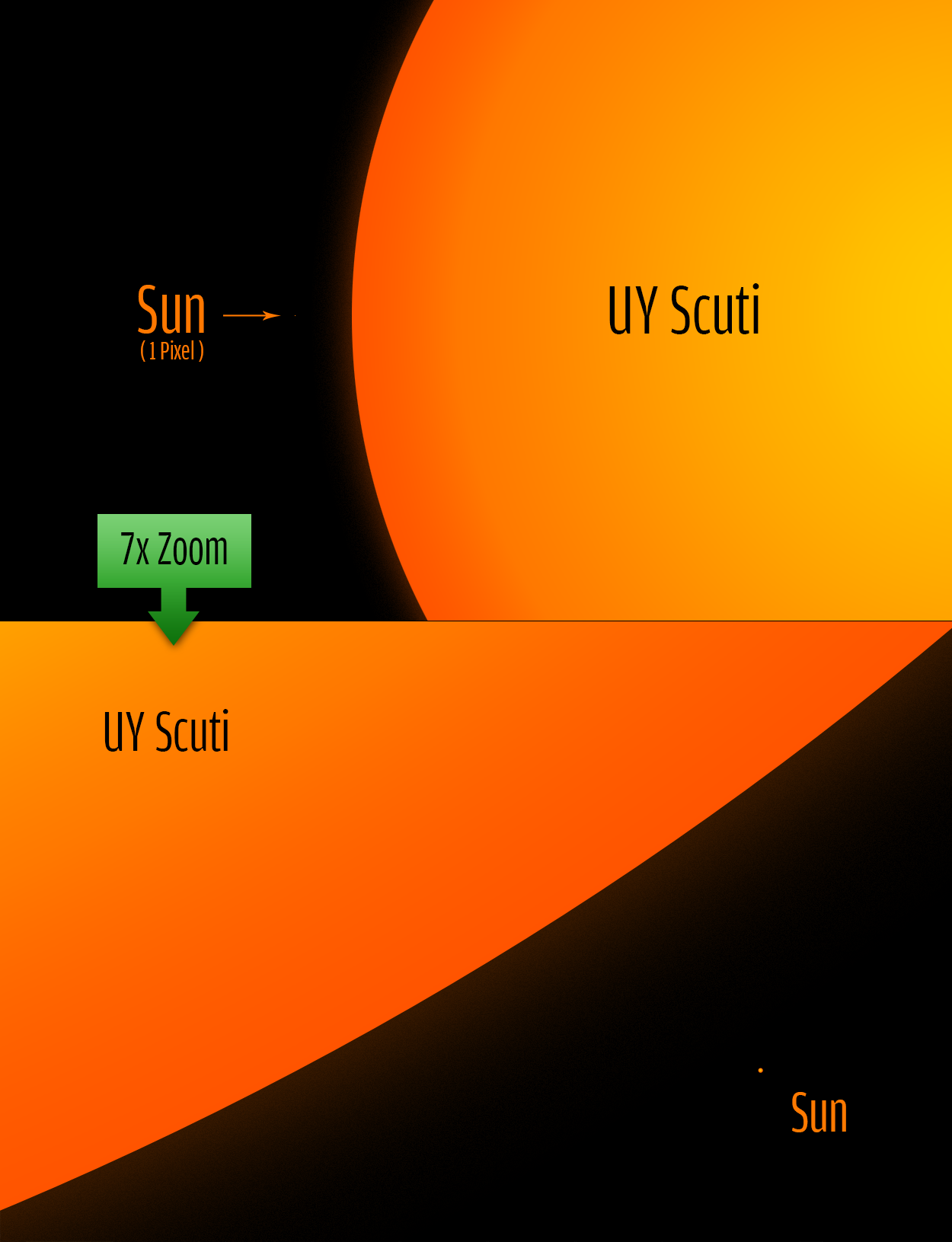
太陽との大きさの比較（約1700倍とした場合）

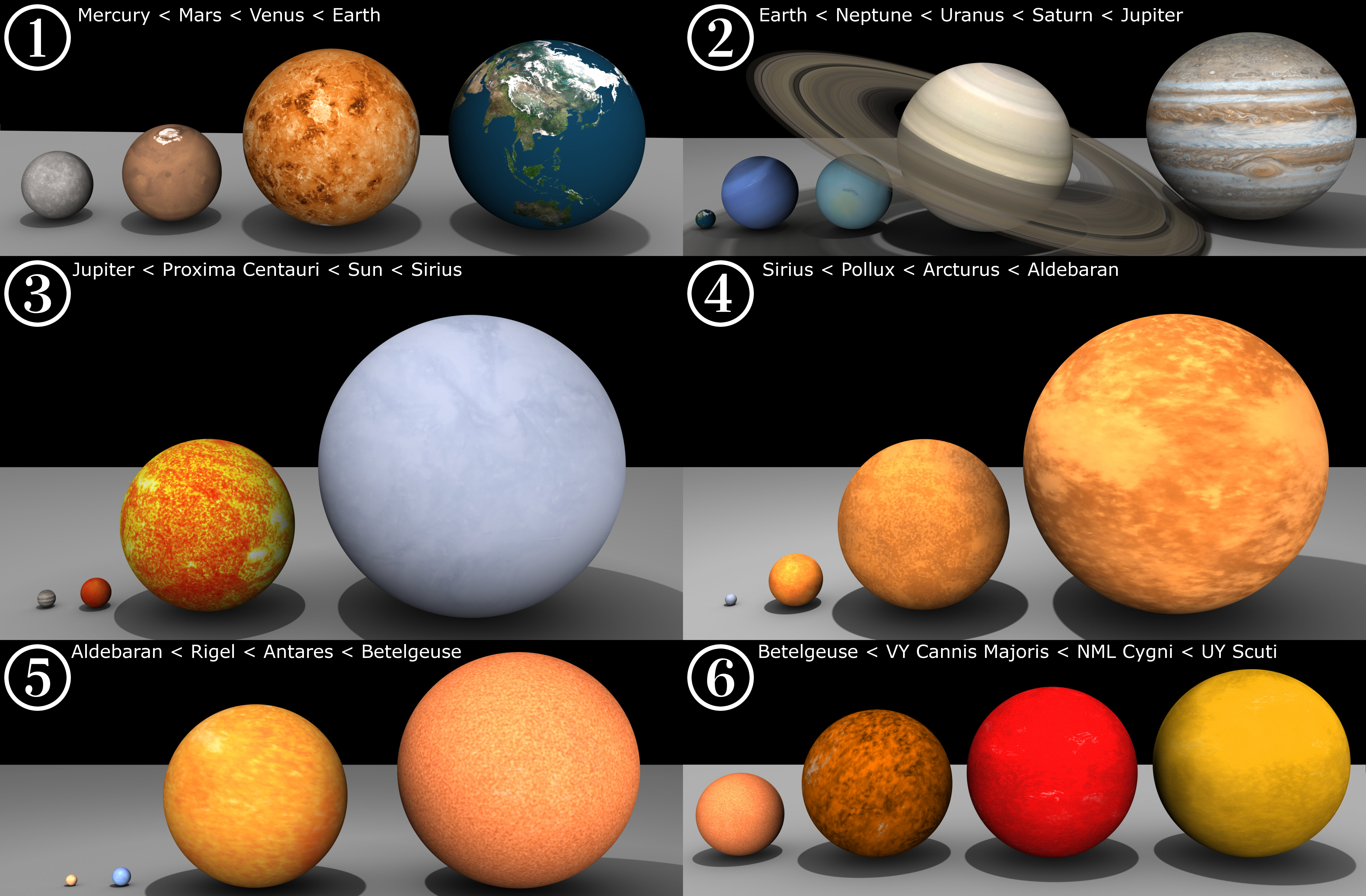
2015年時点のデータを基に作成された、太陽系の惑星、主な恒星、たて座UY星の比較:
1. 水星 < 火星 < 金星 < 地球
2. 地球 < 海王星 < 天王星 < 土星 < 木星
3. 木星 < プロキシマ・ケンタウリ < 太陽 < シリウス
4. シリウス < ポルックス < アークトゥルス < アルデバラン
5. アルデバラン < リゲル < アンタレス < ベテルギウス
6. ベテルギウス < おおいぬ座VY星 < はくちょう座V1489星 < たて座UY星.

688日または740日の周期で変光するとされる半規則型変光星である。
2012年夏、チリのアタカマ砂漠にある超大型望遠鏡VLTのAMBER近赤外線干渉計を使い、銀河系の中心付近に存在する3つの赤色超巨星（たて座UY星、 さそり座AH星、いて座KW星）を観測した結果から、これらの恒星がいずれも太陽の1,000倍以上の半径を持つとする研究結果が発表された。中でも、たて座UY星は太陽半径 (R☉) の1,708 ± 192倍の半径を持つとされ、この時点で既知の恒星の中で最大の半径を持つ恒星とされた。
しかし2018年に公開されたガイア計画の第2回公開データによれば、たて座UY星と太陽系の距離は約5,100光年となり、これまでヒッパルコス衛星の観測データから計算されていた約9,500光年よりも60％近く縮小された。この距離と2012年に観測された視直径を基に再計算すると、たて座UY星の半径は約755 R☉となり、既知の恒星で最も大きい星ではないこととなる。
たて座UY星には伴星が発見されていないため、重力相互作用によって質量を測定することができないため、その質量は正確に求められていない。

## 超新星
現在の恒星進化モデルによれば、たて座UY星はコアでヘリウム核融合を始めており、コアの周囲の水素殻で水素核融合が続けられている。天の川銀河の銀河円盤中心方向に位置することから、金属に富む恒星であることが示唆されている。
重元素が融合した後、コアで鉄が生成され始め、コア内部で重力と放射圧のバランスが崩れると、重力崩壊型超新星となる。たて座UY星のような恒星は、赤色超巨星から黄色超巨星、高光度青色変光星、あるいは強力な恒星風で外層を放出してコアを露出させてウォルフ・ライエ星となった後に、IIb型、IIn型、Ib/c型の超新星爆発を起こすと予想されている。